# Выставки достижений народного хозяйства (список)

Выставки достижений народного хозяйства (ВДНХ) — выставочные комплексы в крупных городах бывшего СССР

## Республиканские ВДНХ
| Название при создании    | Город    | Название сейчас                                     | Нынешнее состояние | Координаты                      | Год открытия | Состояние   | Изображение |
| ------------------------ | -------- | --------------------------------------------------- | --- | ------------------------------- | ------------ | ----------- | ----------- |
| ВДНХ СССР                | Москва   | Выставка достижений народного хозяйства             | Работает, как выставка. Большая часть построек сохранились и признаны объектом культурного наследия. Проводятся реставрационные работы | 55°49′28″ с. ш. 37°38′20″ в. д. | 1939         | Работает    |             |
| ВДНХ Украинской ССР      | Киев     | Национальный Экспоцентр Украины                     | Работает, как выставка. Большая часть построек сохранились и признаны объектом культурного наследия.                                   | 50°22′40″ с. ш. 30°28′46″ в. д. | 1958         | Работает    |             |
| ВДНХ Казахской ССР       | Алма-Ата | Казахстанский центр делового сотрудничества Атакент | Работает, как выставка. Некоторые постройки сохранились.                                                                               | 43°13′28″ с. ш. 76°54′22″ в. д. | 1961         | Работает    |             |
| ВДНХ Узбекской ССР       | Ташкент  |                                                     | Часть территории выставки до сих пор сохраняет свою функцию, но многие архитектурные шедевры утрачены.                                 |                                 | 1964         | Работает    |             |
| ВДНХ Эстонской ССР       | Таллин   | Eesti Näituste                                      | Комплекс полностью перестроен |                                 |              | Работает    |             |
| ВДНХ Киргизской ССР      | Бишкек   |                                                     | Постройки сохранились, но комплекс полузаброшен                                                                                        |                                 |              |             |             |
| ВДНХ Молдавской ССР      | Кишинёв  |                                                     | |                                 |              | Не работает |             |
| ВДНХ Латвийской ССР      | Рига     |                                                     | |                                 |              | Не работает |             |
| ВДНХ Азербайджанской ССР | Баку     |                                                     | Комплекс полностью уничтожен |                                 |              | Не работает |             |

## Региональные ВДНХ
| Название при создании | Название сейчас                       | Нынешнее состояние | Координаты                      | Год открытия | Год закрытия | Изображение |
| --------------------- | ------------------------------------- | --- | ------------------------------- | ------------ | ------------ | ----------- |
| ВДНХ Рязани           | Торговый городок                      | Комплекс отреставрирован и работает под названием «Торговый городок». Признан объектом культурного наследия.                                                                       | 54°38′03″ с. ш. 39°45′50″ в. д. | 1955         | Работает     |             |
| ВДНХ Барнаула         |                                       | Полностью уничтожен. Сейчас на его месте Нагорный парк Барнаула. | 53°19′23″ с. ш. 83°47′44″ в. д. | 1955         | 1992         |             |
| ВДНХ ТАССР            | Выставочный центр «Казанская ярмарка» | В значительной мере архитектурный комплекс сохранился и продолжает работать. | 55°45′33″ с. ш. 49°09′03″ в. д. | 1956         | Работает     |             |
| ВДНХ Владимира        |                                       | Сейчас на месте выставки находится парк имени 850-летия города Владимира. Павильоны выставки отчасти сохранились и сейчас используются в культурно-массовых и подсобных целях.     | 56°08′32″ с. ш. 40°24′43″ в. д. | 1957         | 1980-е       |             |
| ВДНХ Костромы         |                                       | В значительной мере уничтожен. Сохранилось несколько зданий и скульптур. | 57°47′18″ с. ш. 40°57′38″ в. д. | 1956         | Закрыт       |             |
| ВДНХ Калининграда     |                                       | Полностью уничтожен. Сейчас от выставки остались только арочные ворота, которые стали въездом в жилой комплекс.                                                                    | 54°43′01″ с. ш. 20°29′06″ в. д. | 1955         | Закрыт       |             |
| ВДНХ Краснодара       |                                       | Архитектурный комплекс практически полностью сохранился. На территории 32 гектара построено 28 павильонов. Сейчас в павильонах выставки работают детские сады и другие учреждения. | 45°03′28″ с. ш. 39°00′00″ в. д. | 1954         | 1965         |             |
| ВДНХ Перми            |                                       | Выставки в павильонах проходили до 2016 года. Сейчас объект в замороженном состоянии.                                                                                              |                                 | 1977         | 2016         |             |
| ВДНХ Уфы              | ВДНХ-Экспо                            | Работает под названием «ВДНХ-Экспо» в полностью новых современных павильонах. От исторической застройки ничего не осталось.                                                        |                                 | 1972         | Работает     |             |
| ВДНХ Орла             |                                       | Комплекс полностью уничтожен. Осталась только входная колоннада. |                                 | 1954         | 1980-е       |             |
| ВДНХ Саратова         |                                       | Полностью уничтожен. Сейчас на его месте стоит торговый комплекс «ТАУ» и ничего не напоминает о выставке.                                                                          |                                 | 1953         | 1962         |             |
| ВДНХ Пензы            |                                       | На месте выставки сейчас находится детский городок «Спутник». |                                 | 1951         | 1960-е       |             |
| ВДНХ Йошкар-Олы       |                                       | |                                 | 1960         | 1970-е       |             |
| ВДНХ Ростова-на-Дону  |                                       | |                                 | 1966         | Закрыт       |             |